# ジミ・ヘゼルデン
ジミ・へゼルデンことジェームズ・ウィリアム・ヘゼルデン(James William Heselden OBE、1948年3月27日 - 2010年9月26日）は、イギリスの実業家で、セグウェイ社を買収して1年後に、セグウェイに乗っている最中に崖から転落して亡くなったことで知られる。へゼルデンはもともと炭鉱夫だったが、軍用の土嚢（ヘスコ防壁）の製造業によって財産を築いた。

## 生い立ち
ジェームズ・ウィリアム・ヘゼルデンは、1948年3月27日、イギリスのリーズ、ハルトン・ムーアに生まれた。オズモンドホープにある学校に通っていたが、15歳のときに就職のためこの土地を離れ、テンプル・ニューサムとロフトハウスの採炭施設で働いた。しかし炭鉱業の合理化（これはのちに1980年代のイギリスの炭鉱ストライキにつながる）の波を受けて、人員整理にあい失業した。ヘゼルデンは、解雇手当を自分の作業場を借りるために使い、手始めにサンドブラスト加工の事業を立ち上げた。それから、折り畳み可能な、布袋を張った金網の開発（と特許取得）に力をいれるようになった。この発明品はのちにヘスコ防壁と呼ばれ、治水や砂防のための構築物として利用されるようになった。

## 実業家として

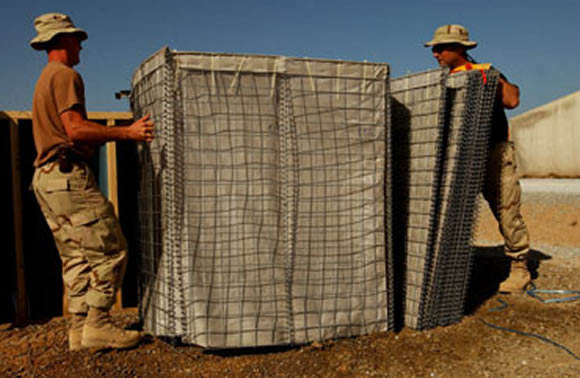
軍用のヘスコ防壁を組み立てるアメリカ軍兵士

1989年、ヘゼルデンはヘスコ・バッション社を設立した。同社が扱う「ヘスコ防壁」（社名がそのまま製品名となった）は土や砂を中に詰める土嚢であり、すぐに各国の軍隊から高評価を得た。たやすく構築可能な防壁や障害物、護岸としてすぐれていたからである。リーズにあるヘスコ社の工場からは、コソボ、イラク、アフガニスタンなどの紛争地帯にヘスコ防壁が（畳まれた状態で）大量に輸出された。この製品はのちに軍用だけでなくニューオーリンズでの洪水調節でも利用された。2006年、ヘゼルデンは女王誕生記念叙勲により「防衛産業と慈善事業への従事」への貢献から大英帝国勲章を受賞した。
2009年のクリスマスの日に、ヘゼルデンはセグウェイ社を買収した。しかし彼はその後セグウェイに乗っている最中の事故がもとで突然この世を去る。そのため同社を所有している期間は実質9か月だった。

## 慈善活動
2008年、9人限定でレッドアローズに乗れるというチャリティ・オークションを通じて、ヘゼルデンはイギリスの慈善団体ヘルプ・フォー・ヒーローズに150万ポンドを寄付した。「金儲けにまい進する連中だっているにはいるが、金回りがいいときには、自分の財産を他人を助けるために使う、道徳的な義務が人にはあると私はまじめに信じている」とヘゼルデンは語っている。同じく2008年には、リーズコミュニティ財団の設立のために1,000万ポンドを投じ、後にはさらに1,300ポンドを寄付している。

## 死
2010年9月26日の朝、ヘゼルデンはセグウェイに乗って犬の散歩をしていた。その道中で、知り合いのドッグウォーカーに先を行かせようとセグウェイをバックさせたヘゼルデンは、道を外れて断崖からワーフェ川（River Wharfe）に転落した。のちに川からは「起伏多めバージョン」のセグウェイが発見されている 。ヘゼルデンの死因は、検視結果によると「ジャイロバイク〔補助輪なしで乗れる子供用自転車〕からの転落と整合するとおり胸部および背中への複数回の打撲」であった。生前はサンデータイムズのリッチ・リストで上位400名にはいったヘゼルデンの、3億4,000万ポンドを超えるとされた不動産は彼の妻と家族に遺贈された。